# محافظة الأحمدي
محافظة الأحمدي هي محافظة كويتية تقع جنوب العاصمة وتبعد عنها مسافة 33 كم، تشمل الجزء الجنوبي من دولة الكويت بمساحة إجمالية 5,120 كم2، أي ما يعادل 29.5% من مساحة الكويت، وهي ثاني أكبر محافظة بعد محافظة الجهراء، يبلغ عدد سكانها 694,518 نسمة، سميت بالأحمدي نسبة إلى الشيخ أحمد الجابر الصباح، الذي أسست المدينة في عهده سنة 1946.

## الاقتصاد
ومحافظة الأحمدي تحوي العديد من الحقول النفطية منها حقل برقان، أكبر حقل نفطي في الكويت ويعد من أكبر الحقول النفطية بالعالم، وتعتبر محافظة الأحمدي العمود الفقري لشركة نفط الكويت لاحتوائها على مصافي النفط.

## المناطق
- الظهر
- الرقه
- هدية
- المنقف
- أبو حليفة
- الفنطاس
- العقيلة
- الصباحية
- الأحمدي
- الفحيحيل
- شرق الأحمدي
- ضاحية علي صباح السالم (أم الهيمان سابقًا)
- ميناء عبد الله
- الشعيبة
- بنيدر
- الزور
- الجليعة
- المهبولة
- النويصيب
- الخيران
- الوفرة
- ضاحية فهد الأحمد
- ضاحية جابر العلي
- مدينة صباح الأحمد السكنية
- مدينة صباح الأحمد البحرية
- المقوع
- ميناء الأحمدي

## المعالم
من أبرز الأماكن في محافظة الأحمدي:
منتزه الخيران:
```
يقع منتزه الخيران في منطقة الخيران في الكويت. ويبعد عن مدينة الكويت حوالي مائة وعشرين كيلو متراً.ويضم منتزه الخيران مائة وخمسة وتسعين شاليهاً. وقد تم تزويد المنتزه بمجموعة من المطاعم الفخمة، وهناك شاطئ نظيف للسباحة في البحر وحوضان للسباحة أحدهما بالمياه المالحة والآخر بالمياه العذبة. كما توجد ملاعب رياضية للتنس وكرة القدم والسلة والرماية. كما يحتوي المنتزه على نادٍ لليخوت للحصول على عضوية المرسى البحري الفاخر. وقد أقيمت أيضاً مدينة ترفيهية للأطفال بأحدث الألعاب المسلية. هذا بالإضافة إلى صالة لألعاب الفيديو والكمبيوتر. وللاحتفالات الاجتماعية تم نصب خيمة في قلب المنتزه، بالإضافة إلى قاعة كبيرة أُطلق عليها اسم الدزة.
```

منتجع الخيران:
إضافة بارزة إلى المرافق الحيوية، السياحية في الكويت، افتتح رسمياً في 25 فبراير 1986، ويحتوي على 195 شاليه، 12 منها من الطراز الفاخر «رويال» و 48 وفق نظام «الاستديو» وجميعها مفروشة بأثاث فاخر وتتمتع بخدمات الفندقة الكاملة، وقد بلغت تكاليف إنشائه حوالي 20 مليون دينار كويتي. تتميز منطقة الخيران بظاهرة المد العالي، إذ تتوغل مياه الخليج في اليابسة لمسافة خمسة كيلو مترات تقريباً، ثم تعاود الانحسار عند الجزر، مخلفة وراءها خورين (الخور هو الجون الصغير) إحداهما شمالي يسمى العمى (الأعمى) لانحسار الماء عنه بشكل لا يسمح باستخدامه بصورة مستمرة، والآخر خور المفتح، ويسمى كذلك لأن المياه تبقى فيه خلال عملية الجزر بعمق متر تقريباً، مما يسمح باستعماله بصورة مستمرة للقوارب الصغيرة. ويحتوي مجمع الخيران على ساحات وملاعب وجمنازيوم، وأحواض سباحة لممارسة كافة أنواع الرياضة واللهو البريء، كرة القدم، كرة سلة، كرة طائرة، تنس، (كرة مضرب وكرة طاولة) بلياردو، ركض، وركوب دراجات، سباحة وتزلج مائي، ورحلة في القوارب وفي القطار الذي يجوب أرجاء المجمع.

## المجمعات التجارية
- مجمع الكوت
- مجمع المنشر
- كويت ماجيك
- مجمع البيرق
- ذا قيت مول
- الخيران مول

## المحافظون
- جابر العبد الله الجابر الصباح (من 21 فبراير 1961).[4]